# 레킷벤키저
레킷벤키저 그룹 plc(영어: Reckitt Benckiser Group plc)는 영국의 생활용품업체이다.

## 역사
1999년 레킷앤드콜먼과 벤키저의 합병으로 탄생한 종합 생활용품 업체로, 두 회사는 19세기 전반부터 이어져 온 오래 된 회사였다. 현재 세제·방향제·위생용품 분야의 세계적인 업체 중 하나이며, 의약품과 식품 브랜드도 보유하고 있다. 런던 증권거래소의 FTSE 100 지수를 구성하는 기업의 하나이기도 하다.
대한민국에서 가습기 살균제 사망 사건을 일으켜 수백명의 생명을 앗아간 옥시레킷벤키저의 모회사다.

## 같이 보기
- 옥시레킷벤키저
- 듀렉스